# Barbara de Loor
Barbara de Loor (Amsterdam, 26 mei 1974) is een Nederlands oud-langebaanschaatsster en presentatrice.
Vanaf medio jaren negentig van de twintigste eeuw maakte ze deel uit van de Nederlandse schaatstop. Na de Winterspelen van Turijn sloot zij op 5 maart 2006 haar schaatscarrière af bij de finale van de Wereldbeker in Heerenveen met een vijfde plaats op de 1500 meter.

## Biografie
De Loors kracht lag in het allrounden. In 1997 werd ze derde op het EK allround. Verder grossierde ze vooral in vierde plaatsen. Zo werd ze vierde op de 5000m op de Olympische Spelen van Nagano, vierde bij het EK allround in 2001 en werd ze van 2003 tot en met 2005 vierde op de 1500 bij de WK afstanden. Haar grootste moment van glorie beleefde ze op de WK afstanden 2005 in Inzell waar ze op de 1000 meter goud won voor Anni Friesinger en landgenoot Marianne Timmer.
De Loor nam zes maal deel aan het WK Allround. Op het WK van 1999 veroverde ze haar enige afstandmedailles op dit toernooi, brons op de 3000m en 5000m.
In de periode 2000-2002 is De Loor geopereerd voor haar hartritmestoornissen waarna ze moest revalideren. In 2003 verhuisde ze naar Inzell, op verzoek van Friesinger, om daar te gaan trainen Voor seizoen 2004/2005 was haar beste prestatie een zesde plek in Baselga. Op de 1500 meter werd ze vierde op de WK Afstanden in 2005. Een dag later werd ze wereldkampioen op de 1000 meter, en eind december 2005 wist De Loor zich te plaatsen voor de 1000 meter op de Winterspelen van 2006 in Turijn. In Turijn wist ze door een prima slotronde zesde te worden op deze afstand.

### Na het schaatsen
In 2006 won De Loor samen met professioneel danser Marcus van Teijlingen de tweede editie van Dancing with the Stars. Sinds haar optreden in Dancing with the Stars heeft ze verscheidene programma's gedaan voor SBS6, waaronder De Afvallers. Verder heeft ze meegewerkt aan De Afvallers met Sterren en het programma Nederlanders In Ontwikkeling.
Haar master in Sports Management behaalde ze aan het Johan Cruyff Institute. Ze werd in 2011 de voorzitter van de stichting Vrouwelijk Schaatstalent naar de Top, dat toen het Team Op=Op Voordeelshop aanstuurde (daarna Team Corendon). Daarnaast is ze ambassadeur voor Spieren en zit ze in het bestuur van de Bas van der Goor Foundation.
Vanaf 4 september 2023 presenteert zij voor Omroep MAX het tv-programma Nederland in Beweging! als de opvolger van Olga Commandeur.

## Persoonlijk records
| Afstand    | Tijd    | Datum           | Baan           |
| ---------- | ------- | --------------- | -------------- |
| 500 meter  | 39,79   | 15 januari 2005 | Calgary        |
| 1000 meter | 1.16,03 | 10 maart 2001   | Salt Lake City |
| 1500 meter | 1.55,83 | 11 maart 2001   | Salt Lake City |
| 3000 meter | 4.04,56 | 9 maart 2001    | Salt Lake City |
| 5000 meter | 7.07,49 | 10 januari 1999 | Heerenveen     |

## Resultaten
| jaar | NK Afstanden          | NK Allround | NK Sprint | EK Allround | Olympische Spelen  | WK Afstanden                | WK Allround | WK Junioren |
| ---- | --------------------- | ----------- | --------- | ----------- | ------------------ | --------------------------- | ----------- | ----------- |
| 1992 |                       | 9e          |           |             |                    |                             |             | 6e          |
| 1993 | 1500m · 3000m · 5000m | Zilver      |           | NC15        |                    |                             |             | 4e          |
| 1994 | 3000m · 5000m         | Zilver      |           |             |                    |                             | NC14        |             |
| 1995 |                       | 9e          | 7e        |             |                    |                             |             |             |
| 1996 | 3000m                 | 4e          |           |             |                    |                             |             |             |
| 1997 |                       | Brons       |           | Brons       |                    | 11e 1500m 8e 3000m 8e 5000m | 9e          |             |
| 1998 |                       | Zilver      |           | 6e          | 22e 1500m 4e 5000m | 11e 3000m 9e 5000m          | 10e         |             |
| 1999 | 1500m · 3000m · 5000m |             |           | 5e          |                    | 4e 3000m 5e 5000m           | 6e          |             |
| 2000 | 1500m · 3000m         | 8e          |           |             |                    | 8e 3000m 8e 5000m           |             |             |
| 2001 | 1500m · 3000m         | Brons       |           | 4e          |                    | 13e 1000m 7e 1500m 6e 3000m | 5e          |             |
| 2002 | 5e                    |             |           | 11e         |                    |                             |             |             |
| 2003 | 1500m · 3000m · 5000m |             |           | NC21        |                    | 4e 1500m 8e 5000m           |             |             |
| 2004 | 3000m                 | 4e          |           | 5e          |                    | 4e 1500m 8e 3000m 9e 5000m  | 6e          |             |
| 2005 | 5e 1500m 15e 3000m    |             | 6e        |             |                    | 1000m · 4e 1500m            |             |             |
| 2006 | 12e 1500m             |             | 5e        |             | 6e 1000m           |                             |             |             |

NC# = niet gekwalificeerd voor de laatste afstand, maar wel als # geklasseerd in de eindrangschikking

### Medaillespiegel
| Kampioenschap | Goud · | Zilver · | Brons · |
| ------------- | ------ | -------- | ------- |
| NK Afstanden  | 3      | 4        | 10      |
| NK Allround   | 0      | 3        | 2       |
| EK Allround   | 0      | 0        | 1       |
| WK Afstanden  | 1      | 0        | 0       |

- International Standard Name Identifier: 0000 0003 6905 1175
- Nederlandse Thesaurus van Auteursnamen: 310315360
- Virtual International Authority File: 283675744
- WorldCat: E39PBJjhGdFTFdxxBv8PxdXDbd